# Scutellaria neumannii
Scutellaria neumannii là một loài thực vật có hoa trong họ Hoa môi. Loài này được H.Melzer & Bregant miêu tả khoa học đầu tiên năm 1988.